# Stanley Roberts
Ne doit pas être confondu avec Stanley Roberts (basket-ball).
Stanley Roberts est un scénariste et producteur américain né le 17 mai 1916 à New York, New York (États-Unis), décédé le 22 avril 1982 à Beverly Hills (États-Unis).

## Filmographie

### comme Scénariste
- 1937 : Valley of Terror
- 1937 : Galloping Dynamite
- 1937 : Thanks for Listening
- 1937 : Young Dynamite (en) de Leslie Goodwins
- 1938 : West of Rainbow's End
- 1938 : Code of the Rangers
- 1938 : Héros de la montagne (en) de George Sherman
- 1938 : Pals of the Saddle
- 1938 : Prairie Moon (en)
- 1938 : La Ruse inutile (Red River Range)
- 1939 : Colorado Sunset
- 1940 : Fugitive from a Prison Camp
- 1941 : Under Age d'Edward Dmytryk
- 1942 : What's Cookin'? d'Edward F. Cline
- 1942 : Deux Nigauds détectives (Who Done It?)
- 1942 : Behind the Eight Ball
- 1943 : Hi'ya, Sailor
- 1943 : Never a Dull Moment
- 1945 : Under Western Skies (it)
- 1945 : Penthouse Rhythm
- 1950 : Louise (Louisa)
- 1951 : Up-Front
- 1951 : Mort d'un commis voyageur (Death of a Salesman)
- 1952 : The Story of Will Rogers
- 1954 : Ouragan sur le Caine (The Caine Mutiny)
- 1963 : The World's Greatest Showman: The Legend of Cecil B. DeMille (TV)
- 1966 : Made in Paris
- 1969 : The Pigeon (TV)
- 1973 : Barnaby Jones (série TV)
- 1973 : Keep an Eye on Denise (TV)